# 坂井定雄
坂井 定雄（さかい さだお、1936年 - ）は、日本の政治学者。専門は中東政治論。龍谷大学名誉教授。
東京都生まれ。東京都立大学 (1949-2011)理学部卒業。共同通信記者を経て、1993年龍谷大学法学部教授。日本学術振興会カイロ研究連絡センター長を経て現職。

## 著書
- 『日本の災害』（三一書房、1965年）
- 『核戦争が起る』（三一書房、1970年）
- 『燃えるパレスチナ―レバノン内戦とアラブ世界』（サイマル出版会、1977年）
- 『PLOと中東和平』（教育社、1979年）
- 『総解説80年代の中東』（日刊工業新聞社、1980年）
- 『テロの時代』（教育社、1986年） ISBN 978-4315504309

など
訳書
- ヘシ・カルメル、ジャック・ドロジ（フランス語版、英語版）『超スパイ軍団モサド秘史: イスラエルの生と死…』（自由国民社、1980年）
- ラシード・アルリファイ『アラブの論理』（講談社、1991年） ISBN 978-4062054010
- アハメド・ラシッド（英語版）『よみがえるシルクロード国家―中央アジア最新事情』 ISBN 978-4062079327
- アハメド・ラシッド『タリバン―イスラム原理主義の戦士たち』（講談社、2000年） ISBN 978-4062102551
- アハメド・ラシッド『聖戦―台頭する中央アジアの急進的イスラム武装勢力』（講談社、2002年） ISBN 978-4062111607
- オックスフォードイスラームの歴史 / ジョン・エスポジト編
- 『アフガン諜報戦争』などなど